# Sukokerto (Sukowono)
Sukokerto is een bestuurslaag in het regentschap Jember van de provincie Oost-Java, Indonesië. Sukokerto telt 3751 inwoners (volkstelling 2010).